# Cyperus reduncus
Cyperus reduncus är en halvgräsart som beskrevs av Ferdinand von Hochstetter och Johann Otto Boeckeler. Cyperus reduncus ingår i släktet papyrusar, och familjen halvgräs. IUCN kategoriserar arten globalt som livskraftig. Inga underarter finns listade i Catalogue of Life.